# Cockerell
Cockerell is een historisch Duits merk van motorfietsen.
Friedrich Cockerell Fahrzeugmotorenbau, later Cockerell Fahrzeug- und Motorenwerke GmbH, München, vanaf 1920 Meixner, Cockerell & Landgraf. Deutsche Megola Werke GmbH en Megola Motoren AG, München (1919-1925).
Cockerell was constructeur bij de Rapp-vliegtuigmotorenfabriek, waardoor hij veel ervaring met stermotoren had. Hij bouwde in 1919 een motorfiets met een driecilinder kopklep-stermotor in het achterwiel, maar al snel (1920) verving hij deze door een vijfcilinder stermotor in het voorwiel.

## Pax, Mego en Megola
Aanvankelijk was de merknaam van deze machines Pax, toen Cockerell ging samenwerken met een zekere Meixner werd de naam Mego (Meixner-Gockerell). Waarschijnlijk werd de naam Cockerell verbasterd omdat men Mego beter vond klinken van Meco, maar het is ook mogelijk dat de oorspronkelijke naam van de constructeur Gockerell was. Niet lang daarna veranderde men de naam opnieuw, deze keer in Megola (de laatste twee letters kwamen van geldschieter Landgraff).
De Megola werd van 1921 tot 1925 geproduceerd. Het was een zeer bijzondere constructie, met een rijwielgedeelte van gepopte en gelaste platen en met een vijfcilinder zijklep-stermotor van 640 cc zonder koppeling en versnellingsbak. Het motorblok was in het voorwiel gemonteerd. Deze zeer soepele motor was een succes, ook in wedstrijden (de topsnelheid van de race-uitvoering was 140 km/uur!). Er werden 2000 Megola's gebouwd.
Onder de naam Cockerell bouwde men motorfietsen met liggende lucht- en watergekoelde 110-, 145- en 196,5 cc eencilindermotoren. Daarnaast nog veel andere motorfietsen, auto’s en 38 cc clip-on motoren.
In 1925 ging het merk failliet.